# هاوستین

روستای هاوستین (هاویستین) یکی از روستاهای تابعه شهرستان مرند در استان آذربایجان شرقی می‌باشد. جاده ارتباطی شوسه این روستا که آن را به شهرستان مرند مرتبط می‌کند؛از مرند آغاز شده و پس از گذر از زنوز، زنوزق، روستای دارانداش به روستای هاویستین می‌رسد. روستاهای همسایه این روستا عبارتند از، ازشمال به روستای هلق و اویندین، از جنوب به روستاهای دارانداش و خانه سر، از شرق به مزارع آقچای، روستای کمار و ودید متصل است. این روستا از غرب به کوه پشته باشی منتهی است.